# Martinet cullerot
El martinet cullerot (Cochlearius cochlearius), també conegut com a bec de bóta, és una espècie d'ocell, única del seu gènere i que forma part de la família dels ardèids (Ardeidae), tot i que fins fa poc era classificada en una família monotípica, els cocleàrids (Cochleariidae), que avui és considerada la subfamília dels coclearins (Cochleariinae).

## Morfologia
- Fa uns 54 cm de llargària.
- L'adult té el capell negre continuat cap arrere per una llarga cresta. El front, les galtes i la gola són de color blanc. Les parts inferiors són color ant amb negre als flancs. Ales i dors de color gris perla.
- El massiu i ampli bec és bàsicament de color negre.
- Els joves són marró per sobre i blanquinosos per sota. No tenen cresta.

## Hàbitat i distribució
Viu en àrees de manglar, a la zona neotropical, des de Mèxic fins a Bolívia, el Perú i extrem nord de l'Argentina.

## Hàbits
És una au nocturna que cria semicolonialment als arbres de mangle, on pon 2-4 ous de color blanc blavós en un niu fet de branquillons.

## Alimentació
Aquesta espècie s'alimenta de peixos, ratolins, serps d'aigua, ous, crustacis, insectes i petits amfibis.

## Llistat de subespècies
Se n'han descrit cinc subespècies de Cochlearius cochlearius:
- C. c. cochlearius (Linnaeus, 1766), de Sud-amèrica septentrional i central.
- C. c. panamensis Griscom, 1926, de Costa Rica i Panamà.
- C. c. phillipsi Dickerman 1973, de Mèxic oriental i Belize.
- C. c. ridgwayi Dickerman 1973, des del sud de Mèxic fins Hondures.
- C. c. zeledoni (Ridgway, 1885), de Mèxic occidental.